# Larry Kristoff
Lawrence Dean „Larry“ Kristoff (* 11. November 1942 in Carbondale) ist ein ehemaliger US-amerikanischer Ringer.

## Werdegang
Larry Kristoff wuchs in Mayor Daley in Illinois auf und besuchte dort die High School. Dort begann er auch mit dem Ringen. Nach dem Wechsel an die Southern Illinois University in Carbondale im Jahr 1962 setzte er diesen Sport fort und war bald sehr erfolgreich. Er gewann diverse Universitäts-Meisterschaften und wurde vom US-amerikanischen Ringerverband, der immer wieder auf die Ringer aus den Universitäten zurückgriff, ab 1964 regelmäßig bei den Weltmeisterschaften und Olympischen Spielen eingesetzt. Er gewann dabei fünf Medaillen, konnte aber keinen Titel erringen. Gleich bei seiner ersten Olympiateilnahme 1964 in Tokio gelang ihm ein Sieg über den Olympiasieger von 1960 Wilfried Dietrich aus der BRD. Bei den Freistil-Weltmeisterschaften 1965, 1966 und 1967 blieb er unbesiegt und musste sich doch jedes Mal mit Plätzen hinter Ivanitski, Achmedow, Duraliew und Medwed begnügen, weil er ein ungünstigeres Punkteverhältnis hatte als diese. Den USA-Meistertitel gewann er, für die Mayor Daley Youth Fondation startend, dreimal in den Jahren 1969 bis 1971.
Nach Abschluss seines Sportstudiums wurde Larry Kristoff zuerst Trainerassistent und 1979 Cheftrainer und Professor an der Southern Illinois University in Edwardsville, wo er auch wohnt. Zwei seiner Söhne rangen ebenfalls, ohne es so weit zu bringen wie der Vater.

## Erfolge

### Internationale Erfolge
(OS = Olympische Spiele, WM = Weltmeisterschaft, F = Freistil, S = Schwergewicht, bis 1969 über 97 kg Körpergewicht, ab 1970 bis 100 kg Körpergewicht)
- 1964, 7. Platz, OS in Tokio, F, S, mit Sieg über Wilfried Dietrich, BRD, einem Unentschieden gegen Hamit Kaplan, Türkei und einer Niederlage gegen Alexander Iwanizki, UdSSR;

- 1965, 7. Platz, WM in Tampere, GR, S, nach Niederlagen gegen Radoslaw Kasabow, Bulgarien und Ragnar Svensson, Schweden;

- 1965, 3. Platz, WM in Manchester, F, S, nach Siegen über Dennis Mc Namarra, Großbritannien, János Reznak, Ungarn und Giyasettin Yilmaz, Türkei, und Unentschieden gegen Ljutwi Dschiber Achmedow, Bulgarien und Alexander Ivanitski;

- 1966, 2. Platz, WM in Toledo/USA, F, S, mit Siegen über Yilmaz, Svensson, Valko Kostow, Bulgarien, Abolfazl Anvari, Iran und einem Unentschieden gegen Ivanitski;

- 1967, 3. Platz, WM in Neu-Delhi, F, S, mit Siegen über Oliyisaihany Erdeneochir, Mongolei, Anvari und Unentschieden gegen Osman Duraliew, Bulgarien und Alexander Medwed, UdSSR;

- 1967, 1. Platz, Panamerican Games in Winnipeg, F, S, vor Robert Chamberot, Kanada und Javier Campos, Kuba;

- 1968, 5. Platz, OS in Mexiko-Stadt, F, S, mit Sieg über László Nyers, Ungarn, Anvari, Arne Robertsson, Schweden und einer Niederlage gegen Medwed;

- 1969, 2. Platz, WM in Mar del Plata, F, S, mit Siegen über Moslem Eskandar Filabi, Iran und Vasil Todorow, Bulgarien, einem Unentschieden gegen Hollogin Baianmunkh, Mongolei und einer Niederlage gegen Shota Lomidse, UdSSR;

- 1970, 2. Platz, WM in Edmonton, F, S, mit Siegen über Ernie Fulton, Kanada, Henry Hubber, Neuseeland, Baianmunkh und Todorow, einem Unentschieden gegen Anvari und einer Niederlage gegen Wladimir Gulutkin, UdSSR;

- 1971, 10. Platz, WM in Sofia, F, S, mit einem Unentschieden gegen Ryszard Dlugosz, Polen und Niederlagen gegen Yilmaz und Todorow

### Nationale Erfolge
(NCAA = amerik. Hochschul-Sportverband)
- 1963, 2. Platz, NCAA Division I Collegiate Championships, F, S;
- 1963, 1. Platz, NCAA Division II Collegiate Championships, F, S;
- 1964, 1. Platz, NCAA Division II Collegiate Championships, F, S;
- 1969, 1. Platz, USA-Meisterschaft, F, S;
- 1970, 1. Platz, USA-Meisterschaft, F, S;
- 1971, 1. Platz, USA-Meisterschaft, F, S